# Cyphon ferrugatulus
Cyphon ferrugatulus es una especie de coleóptero de la familia Scirtidae.

## Distribución geográfica
Habita en Vietnam.